# Semmensjön
Semmensjön är en sjö i Hudiksvalls kommun i Hälsingland och ingår i Harmångersån-Delångersåns kustområde. Sjön har en area på 0,318 kvadratkilometer och ligger 24 meter över havet.

## Delavrinningsområde
Semmensjön ingår i det delavrinningsområde (684614-158193) som SMHI kallar för Utloppet av Semmensjön. Medelhöjden är 29 meter över havet och ytan är 2,22 kvadratkilometer. Det finns inga avrinningsområden uppströms utan avrinningsområdet är högsta punkten. Avrinningsområdets utflöde mynnar i havet. Avrinningsområdet består mestadels av skog (82 procent). Avrinningsområdet har 0,32 kvadratkilometer vattenytor vilket ger det en sjöprocent på 14,2 procent.